# Vágar
Vágar ou Vágoy (em dinamarquês:  Vågø) é uma das Ilhas Faroés, arquipélago que constitui um território autónomo da Dinamarca. É ainda a ilha mais ocidental, do subconjunto das ilhas maiores do arquipélago. Com uma área de 178 km², é a terceira maior ilha do arquipélago, atrás de  Streymoy e de Eysturoy. O seu maior lago designa-se Sørvágsvatn. As atividades econômicas principais são a pesca e a criação de gado ovino.

A forma da ilha é bastante peculiar, uma vez que se assemelha a uma cabeça de um cão. Sørvágsfjørður constitui a boca e Fjallavatn o olho.
Vágar é o primeiro porto de abrigo da maior parte dos estrangeiros que viajam para as ilhas, dado que é lá que se encontra o único aeroporto do arquipélago. Foi lá construído um aeródromo durante a Segunda Guerra Mundial pelos britânicos, que nessa ocuparam as ilhas de forma amistosa.
Após a guerra, permaneceu sem ser utilizado durante 20 anos, tendo sido nessa altura recolocado em funcionamento, expandido e modernizado, como era necessário. Recebe cerca de 170.000 passageiros por ano. Números tão elevados para os padrões faroeses colocam uma pressão considerável nas infraestruturas de transportes locais. Um dos resultados deste facto foi a construção de um túnel rodoviário, chamado Vágatunnilin, com 5 km de extensão sob o mar, que liga Vágar às duas maiores ilhas do arquipélago e, como tal, à capital, Tórshavn.
As atrações turísticas de Vágar são excelentes e possivelmente as melhores das Ilhas Faroés. Os dois maiores lagos do país encontram-se nesta ilha, Sørvágsvatn e Fjallavatn, havendo excursões organizadas durante todo o Verão pela associação de turismo local.

## Povoações

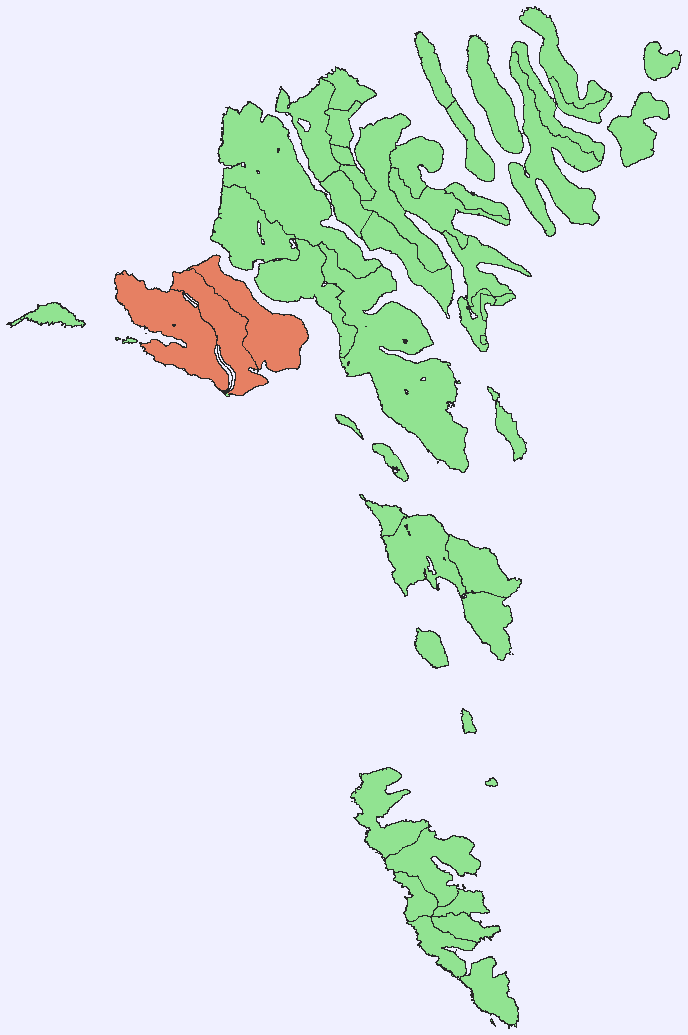
Localização de Vágar

Vágar possui três povoações grandes e três pequenas, mas há cem anos eram sete.
A maior delas é Miðvágur, com 1025 habitantes (2003). Situa-se no meio da ilha, tendo-se tornado naturalmente o centro, com uma esquadra de polícia, serviço de cirurgia e uma paróquia. É também uma povoação histórica, onde morou Beinta Broberg, a esposa de um clérigo, apelidade de "Beinta, a perversa". Jørgen Frantz Jacobsen contou a história da vida dela no seu romance famoso "Barbara", filmado em 1997 por Niels Malmros. A casa de quinta Kálvalíð, no norte, é a mais antiga da povoação e possivelmente também do arquipélago. Alberga atualmente o museu da povoação.
A leste de Miðvágur fica Sandavágur, com uma população de 716 habitantes (2003). Também é uma povoação histórica. Era sede do departamento de justiça das ilhas até 1816, ano em que foi abolido e as ilhas se tornaram um distrito administrativo dinamarquês. O padre V. U. Hammershaimb nasceu em Sandavágur em 1819 e tornou-se o pai da língua faroesa escrita. Foi encontrada, em 1917, uma pedra rúnica, datando de cerca de 1200, que pode hoje ser observada na igreja de Sandavágur.

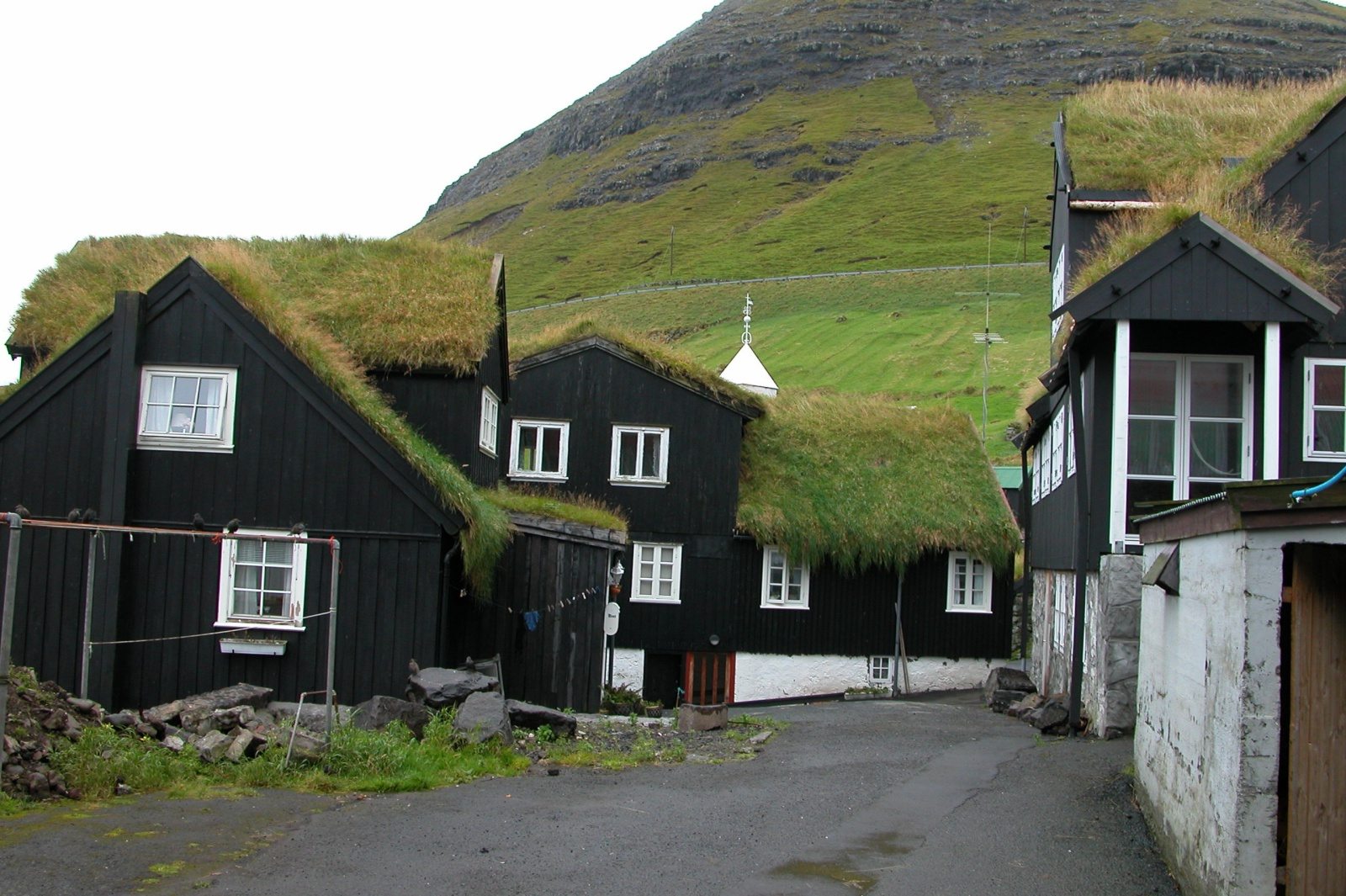
Casas antigas em Bøur

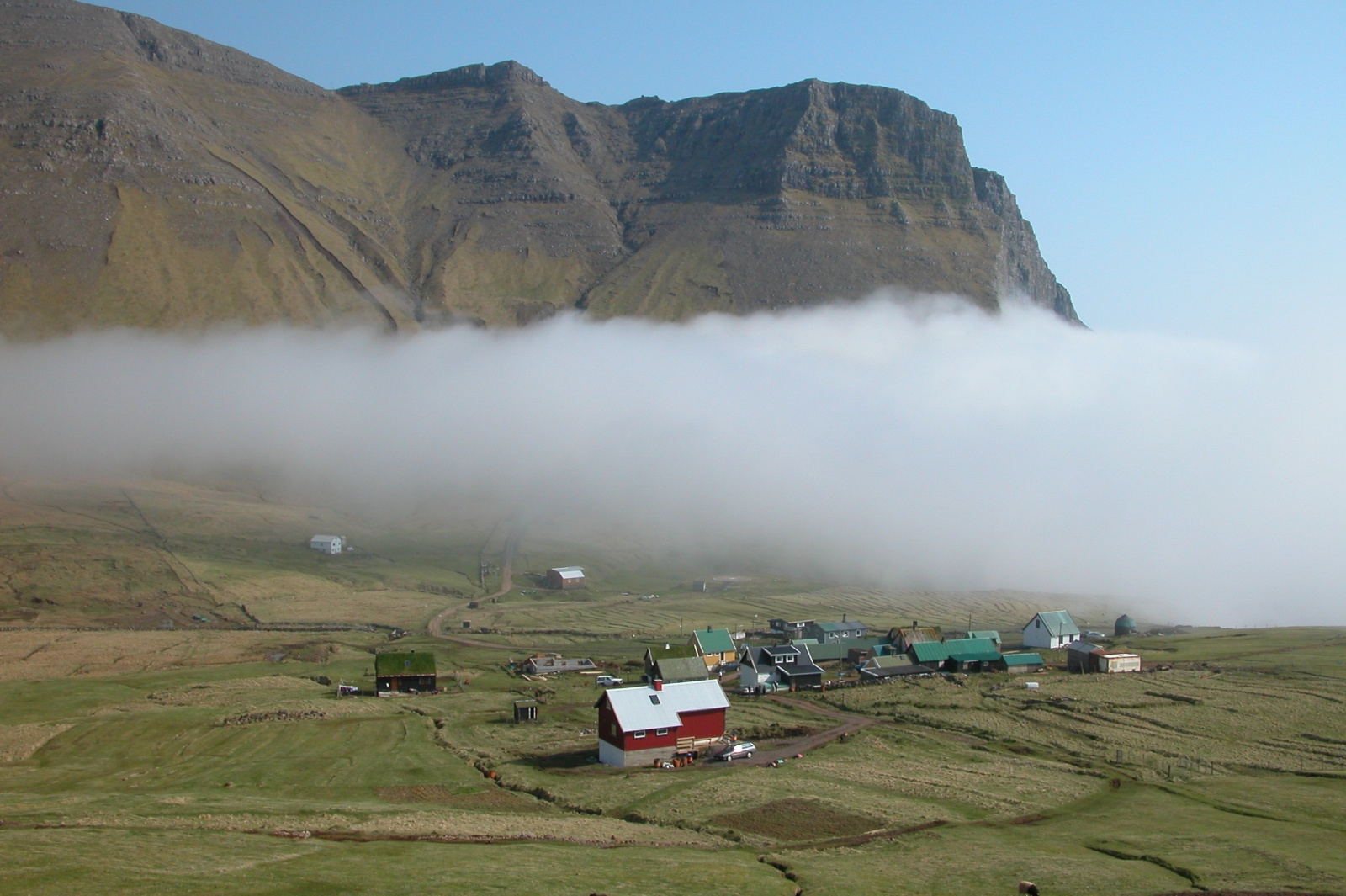
Gasadalur sob uma nuvem

A terceira povoação é Sørvágur, situada no lado ocidental da ilha, perto do aeroporto, com 980 habitantes (2003). Durante a segunda guerra mundial, quando o aeródromo se encontrava em construção (entre 1942 e 1944), 5.000 soldados britânicos viviam lá, mas hoje pouco resta do seu acampamento a sul da povoação. Tindhólmur e Gáshólmur e as duas encostas soltas, a que a população local dá o nome de “drangar”, pertencem a Sørvágur. A vista para essas encostas é uma das mais belas do arquipélago.
Vágar possui duas outras povoações antigas: Bøur, 4 km a oeste de Sørvágur, com 69 habitantes (2003), e Gásadalur, ainda mais a oeste, no fiorde de Mykines, com apenas 16 habitantes (2003). Muitas pessoas mudaram-se para fora desta povoação, mas agora existe uma ligação rodoviária, através de um túnel que atravessa a montanha, havendo esperança que volte a crescer.
Apareceu uma nova povoação em Vágar em 1921, Vatnsoyrar, hoje com  41 habitantes. Foi fundada por três homens, a cada um dos quais foi dada uma parcela de terra para cultivar e fazer uma casa para a sua família. Situa-se nas pastagens mais altas, pertencentes a Miðvágur, a cujo distrito a povoação pertence. Quando os britânicos ocuparam as ilhas e construíram o aeródromo, Vatnsoyrar era o seu quartel general. A população local foi evacuada, mas pôde regressar às suas casas após a guerra.
Na parte mais a norte da ilha, nas pastagens altas pertencentes a Sandavágur, situa-se a povoação de Slættanes, fundada em 1835. Cresceu durante algum tempo e no seu auge albergava cerca de 70 pessoas. Tinha também uma escola. Foi abandonada em 1964, pelos últimos habitantes.
Foi fundada outra povoação nova, Víkar, nas pastagens altas pertencentes a Gásadalur, na parte norte da ilha, em 1833. A área era boa para a agricultura, mas muito isolada. Os últimos habitantes deixaram-na em 1910.

## Lagos principais
- Sørvágsvatn
- Fjallavatn
- Vatnsdalsvatn
- Kvilkinnavatn

## Montanhas principais
- Árnafjall
- Eysturtindur
- Húsafelli

## Cascatas principais
- Bøsdalafossur
- Múlafossur
- Reipsáfossur

## Ilhéus e rochedos no mar
- Tindhólmur
- Gáshólmur
- Skerhólmur
- Trøllkonufingur
- Dunnusdrangar
- Filpusardrangur
- Drangarnir - Lítli Drangur, Stóri Drangur